# Cosmochilus harmandi
Cosmochilus harmandi, in Kambodscha Kampoul Bai oder Trey Dampul Bay, in Laos Mak Ban und in Vietnam Cá Duòng Bay genannt, ist eine große Karpfenfischart aus Indochina.

## Beschreibung
Kennzeichnend für Cosmochilus harmandi ist die extrem lange Rückenflosse mit einem langen dornartigen Flossenstrahl. Die Körperfarbe variiert von blau bis zu violett, die Schwanzflosse hat bei einigen Exemplaren einen schwarzen Fleck. Der Fisch besitzt große Schuppen und die Lippen sind mit Papillen bedeckt. Die Fischart kann im Mekong bis zu einem Meter lang und etwa 12 Kilogramm schwer werden.

## Vorkommen
Cosmochilus harmandi kommt in Thailand, Kambodscha, Laos und Vietnam vor. Besonders häufig ist sie im Flusssystem des Mae Nam Chao Phraya und Mekong, sowie im Tonle Sap.

## Lebensweise
Cosmochilus harmandi lebt in Schwärmen im Mittel- und Unterlauf des Mekong und hält sich bevorzugt im Mittelwasser oder in Grundnähe auf. Während der Trockenzeit leben die Fische im klaren Wasser des Hauptstromes und während der Regenzeit wandern sie in die Überschwemmungsauen und überfluteten Galeriewälder ein. Im Mittellauf des Mekongs hat Cosmochilus harmandi sein Habitat, solange bis der Wasserpegel ansteigt. Die Nahrungsgrundlage von Cosmochilus harmandi ist noch nicht vollständig erforscht. Aufgrund der unterständigen Maulform nimmt man an, dass sich die Spezies von Pflanzenwurzeln am feinkörnigen Gewässergrund ernährt.

## Nutzen
Cosmochilus harmandi dient als Speisefisch. Menschliche Eingriffe wie beispielsweise Staudammbau gefährden den Fortbestand der Art.